# Petr Ruman
Petr Ruman (Přerov, 2 novembre 1976) è un allenatore di calcio ed ex calciatore ceco.

## Caratteristiche tecniche
Trequartista, poteva avanzare anche ai ruoli di prima e seconda punta.

## Carriera

### Club
Dopo aver giocato per diversi anni nel Baník Ostrava, nel 1999 il Greuther Furth, club di seconda divisione tedesca, lo preleva in cambio dell'equivalente di 300000 €. Ruman resta a Furth per sei stagioni, sfiorando il titolo di capocannoniere della 2. Fußball-Bundesliga 2003-2004, realizzando 16 gol e venendo battuto dai soli Francisco Copado e Marek Mintál a quota 18. Nel 2005 si trasferisce in Bundesliga, vestendo la maglia del Magonza che ne acquista il cartellino per 150000 €. Ruman gioca un paio di anni in Bundesliga, segnando 6 reti - tra cui una doppietta al Bayer Leverkusen - prima della retrocessione del Magonza in seconda divisione. Ruman resta in Germania scendendo a giocare una manciata di incontri di terza divisione prima di ritirarsi dal calcio giocato nel 2010. Totalizza circa 280 presenze in carriera, 6 in Coppa UEFA.
Dal 2010 inizia ad allenare le giovanili di varie società calcistiche tedesche.